# 苏州大道东
苏州大道东（原翠园路）是苏州工业园区湖东地区的东西向道路之一，西起玲珑街，平行于现代大道，东端接入现代大道。此路于2012年12月26日改名为苏州大道东，与苏州大道西并不相连。